# هورثویت
هورثویت (به انگلیسی: Haverthwaite) یک روستا و محله مدنی در بریتانیا است که در South Lakeland واقع شده‌است. هورثویت ۷۹۷ نفر جمعیت دارد.